# 칼 (드라마)
《칼》은 1984년 1월 22일에 MBC TV에서 방영되었던 베스트셀러극장이다.

## 줄거리
회사에서 권고사직을 당하고 난 후 할 일이 없게 된 박종달(오지명)의 하루 일과는 얼굴도 모른 채 전화로만 사귄 친구하고 근황을 주고 받는 것이다.
어려서부터 학교폭력의 희생양이 되었던 그는 대인기피증에 폭력에 대한 불안감 때문에 과도를 품고 다니게 된 것이다.
그러나 그 칼은 실제 사용된 적은 없었으며, 단지 부적에 불과했다.
그러나 박종달은 칼을 품고 다닌 후 부터 이상징후를 보이기 시작하는데...

## 출연
- 오지명
- 김혜자
- 송일권
- 최남현
- 변희봉
- 홍민우
- 조명남
- 남영진
- 최선균
- 김순용
- 한창호
- 나종미
- 한규희
- 백인철
- 조형기
- 이기영
- 정승현
- 조춘
- 홍중기
- 맹상훈
- 김기현
- 강미
- 전호진
- 김소연
- 박종범
- 김철
- 박재호
- 송정훈
- 이재호
- 이아영